# إلما ديفيس
إلما ديفيس (بالإنجليزية: Elma Davis)‏ هي لاعبة بولينغ جنوب أفريقية، ولدت في 1 أبريل 1968.